# Lars Petter Nordhaug
Lars Petter Nordhaug (* 14. Mai 1984 in Lillehammer) ist ein ehemaliger norwegischer Radrennfahrer.

## Karriere
Lars Petter Nordhaug gewann bei den Mountainbike-Weltmeisterschaften 2001 in den Vereinigten Staaten als Zweiter im Cross Country-Rennen der Junioren die Silbermedaille. Von 2005 bis 2009 fuhr er für das norwegische Straßenradsportteam Interspons Bianchi. In seinem ersten Jahr wurde er Fünfter beim Ringerike Grand Prix. 2006 gewann er den nationalen Meistertitel im Straßenrennen. Bei den Straßen-Radweltmeisterschaften in Salzburg startete er im Straßenrennen der U23-Klasse, bei dem er 75. wurde.
Ab 2010 stand Nordhaug beim britischen ProTeam Sky unter Vertrag. In der Saison 2011 waren seine besten Resultate ein fünfter Platz bei den nationalen Meisterschaften und Rang sechs bei der Coppa Sabatini. Sein auslaufender Vertrag wurde Ende 2011 bis einschließlich 2012 verlängert. In diesem Jahr feierte er den wohl größten Erfolg seiner bisherigen Karriere mit dem Sieg beim zur UCI WorldTour gehörigen Grand Prix Cycliste de Montréal. Nach der Saison 2012 verließ er das Team Sky ProCycling, um nach zwei Jahren beim Team Belkin zur Saison 2015 wieder zu Sky zurückzukehren, bei dem er zwei Jahre blieb. Nach einer Saison beim Team Aqua Blue Sport beendete er zum Saisonende 2017 seine Karriere als Aktiver.

## Erfolge
2006
- Norwegischer Meister – Straßenrennen

2009
- eine Etappe Tour de Normandie
- eine Etappe Tour of Ireland

2010
- Mannschaftszeitfahren Tour of Qatar

2012
- Trofeo Deià
- eine Etappe Post Danmark Rundt
- Grand Prix Cycliste de Montréal

2014
- eine Etappe Arctic Race of Norway

2015
- Gesamtwertung und eine Etappe Tour de Yorkshire

## Teams
- 2005 Interspons Bianchi
- 2006–2007 Maxbo Bianchi
- 2008–2009 Joker Bianchi
- 2010 Sky Professional Cycling Team
- 2011–2012 Sky ProCycling
- 2013–2014 Belkin-Pro Cycling Team
- 2015–2016 Team Sky
- 2017 Aqua Blue Sport